# 466
466 (CDLXVI na numeração romana) foi um ano comum do século V do Calendário Juliano, da Era de Cristo. a sua letra dominical foi B (52 semanas). Teve início a um sábado e terminou também a um sábado.
| Ano completo                   |
| ------------------------------ |
| Ano comum com início ao sábado |

## Nascimentos
- Clóvis I, primeiro rei dos francos a unir totalmente a nação bárbara

## Mortes
- Teodorico II, rei dos Visigodos